# Liste der Baudenkmäler in Überruhr-Holthausen
Die Liste der Baudenkmäler in Überruhr-Holthausen enthält die denkmalgeschützten Bauwerke auf dem Gebiet von Essen-Überruhr-Holthausen, Stadtbezirk VIII, in Nordrhein-Westfalen (Stand: Oktober 2018). Diese Baudenkmäler sind in der Denkmalliste der Stadt Essen eingetragen; Grundlage für die Aufnahme ist das Denkmalschutzgesetz Nordrhein-Westfalen (DSchG NRW).

| Bild                          | Bezeichnung                        | Lage                        | Beschreibung | Bauzeit                           | Eingetragen seit   | Denkmal- nummer |
| ----------------------------- | ---------------------------------- | --------------------------- | --- | --------------------------------- | ------------------ | --------------- |
| Hofanlage                     | Hofanlage                          | Deipenbecktal 47 Karte      | | Ende 18. / Anfang 19. Jahrhundert | 14. November 1991  | 755             |
| St. Suitbert                  | St. Suitbert                       | Klapperstraße Karte         | Architekt: Josef Lehmbrock | 1963–1966                         | 21. November 2019  | 986             |
| weitere Bilder                | Schacht 3 der ehem. Zeche Heinrich | Langenberger Str. 500 Karte | 1957 wurde Schacht 3 auf 439 Meter abgeteuft und das 26 Meter hohe Fördergerüst errichtet. Die Stilllegung der Zeche erfolgte 1968. Das Fördergerüst über Schacht 3 ist erhalten geblieben, weithin sichtbar und Teil der Route der Industriekultur.        | 1957–1960                         | 3. März 2022       | 995             |
| Fachwerkhaus                  | Fachwerkhaus                       | Schaffelhofer Weg 67 Karte  | Einst zum Hof Schaffeldskotten, später Schaffelkotten und Rahmannshof genannt, gehörig. | 1799                              | 13. September 1990 | 648             |
| ehemalige Zeche Mönkhoffsbank | ehemalige Zeche Mönkhoffsbank      | Wichteltal 258 Karte        | Reste eines Bruchstein-Schachtgebäudes des ehemaligen Steinkohlen-Bergwerks, heute stark überwachsen | Anfang 19. Jahrhundert            | 14. November 1991  | 756             |
| weitere Bilder                | Holteyer Hafen mit Brücke          | Wichteltal Karte            | 1880 stillgelegt; diente der damaligen Ruhrschifffahrt als Sicherheitshafen bei Hoch- bzw. Niedrigwasser und Eisgang sowie zur Überwinterung der Ruhraaken; erhalten sind Hafenbeckenreste sowie der gepflasterte Treidelpfad über die Ruhrsandstein-Brücke | 1837–1838                         | 11. Juli 1988      | 334             |